# Tylencholaimus mirabilis
Tylencholaimus mirabilis är en rundmaskart. Tylencholaimus mirabilis ingår i släktet Tylencholaimus och familjen Dorylaimidae. Inga underarter finns listade i Catalogue of Life.